# Шандры (Гродненская область)
Шандры (бел. Шандры) — деревня в Волковысском районе Гродненской области Беларуси. Входит в состав Субочского сельсовета.

## География
Деревня находится в юго-западной части Гродненской области, на левом берегу реки Островчицы, при автодороге Н-7035, на расстоянии приблизительно 5 километров (по прямой) к западу от города Волковыск, административного центра района. Абсолютная высота — 166 метров над уровнем моря. Площадь населённого пункта — 0,2229 км².

## История
По состоянию на 1905 год, в Шандрах проживало 243 человека. В административном отношении деревня входила в состав Шиловичской волости Волковысского уезда Гродненской губернии.
Согласно Рижскому мирному договору (1921), деревня вошла в состав Второй Польской республики. Входила в состав гмины Мстибув Волковысского повета Белостокского воеводства. В 1921 году числилось 242 жителя, проживавших в 39 домах. В этническом составе населения того периода поляки составляли 97,1 %, белорусы — 2,9 %. В конфессиональном составе католики составляли 94,2 % населения деревни, православные христиане — 5,8 %.
С 1939 года в БССР.

## Население
По данным переписи 2019 года, в деревне проживало 11 человек.
| Год  | Население, человек |
| ---- | ------------------ |
| 1905 | 243                |
| 1921 | ↘ 242              |
| 2009 | ↘ 37               |
| 2019 | ↘ 11               |